# Rivulus pacificus
Rivulus pacificus är en fiskart som beskrevs av Huber 1992. Rivulus pacificus ingår i släktet Rivulus och familjen Rivulidae. Inga underarter finns listade i Catalogue of Life.